# Pierre Kroll
Pierre Kroll (Gwaka, 25 marzo 1958) è un disegnatore belga, tra i maggiori caricaturisti belgi.

## Biografia
Pierre è il figlio di Raymond e Yvette Kroll e nasce a Gwaka nell'attuale Repubblica Democratica del Congo poiché il padre vi lavora come agronomo. Nel 1960 il Congo belga ottiene l'indipendenza e la famiglia Kroll rientra in Belgio. Il primo anno di architettura lo frequenta a Liegi ma già dal secondo si trasferisce a Bruxelles e s'iscrive alla "Scuola Nazionale Superiore delle arti visive della Cambre" (École Nationale Supérieure des Arts Visuels (ENSAV) de La Cambre), una delle più prestigiose del Belgio, ottenendo la laurea nel 1981.
Dopo varie esperienze professionali di breve durata presso il Gabinetto dell'assessore all'urbanismo della città di Liegi, e come architetto (è il nipote del famoso architetto belga Lucien Kroll), inizia a vendere i propri disegni alle più famose testate giornalistiche belghe come Le Vif, Le Vif L'Epress, Trends Tendences, Le Soir Illustré, La Libre Belgique, ecc.
Rapidamente Kroll inizia a lavorare anche per la televisione belga RTBF partecipando, per citare solo le trasmissioni più famose, all'emissione "Ècran témoin" e dal 1997 alla trasmissione "Mise ou point". Partecipa anche a numerosi programmi radiofonici, tra cui il più conosciuto è "Le jeu des dictionnaires".
Nel 2005, insieme ad altri fumettisti belgi come Nix, è uno dei collaboratori dei Portraits crachés ("Ritratti sputati") del poeta vallone Jean-Pierre Verheggen.

## Premi
- Prix de l'humour vache (1988)
- Prix de la Pensée Wallone (2010)

## Onorificenze
Nel 2005 vine nominato Cavaliere dell'Ordine della Corona